# Nowy Korczyn
Nowy Korczyn est un village de Pologne situé à 69 kilomètres au nord-est de Cracovie.
Il se trouve à l'endroit où la rivière Nida se jette dans la Vistule.

## Personnalités liées à la ville
- Zahava Burack, survivante de la Shoah et philanthrope polonaise.